# Чемпіонат світу з легкої атлетики серед юніорів 2022
Чемпіонат світу з легкої атлетики серед юніорів 2022 був проведений 1-6 серпня в Калі на стадіоні «Паскуаль Герреро».
Рішення про проведення чемпіонату в Калі було прийнято Радою Світової легкої атлетики наприкінці серпня 2020.
До участі у змаганнях допускалися спортсмени 2003—2006 років народження за умови виконання встановлених нормативів.
На чемпіонаті було встановлено 2 світові рекорди серед юніорів, 2 вищі світові досягнення серед юніорів, 14 рекордів чемпіонату, 9 континентальних рекордів серед юніорів, 10 національних рекордів у дорослій віковій категорії та 97 національних рекордів серед юніорів.

## Призери

### Юніори
| Дисципліни                                              | Золото | Золото      | Срібло | Срібло      | Бронза | Бронза        |
| ------------------------------------------------------- | --- | ----------- | --- | ----------- | --- | ------------- |
| 100 метрів протокол • відео                             | Леціле Тебого Ботсвана                                                                                     | 9,91 WU20R  | Буваджі Нкрумі Ямайка                                                                                     | 10,02 NU20R | Бенджамін Річардсон ПАР                                                                                   | 10,12         |
| 200 метрів протокол • відео                             | Блессінг Афріфа Ізраїль                                                                                    | 19,96 CR    | Леціле Тебого Ботсвана                                                                                    | 19,96 CR    | Калаб Лоу Австралія                                                                                       | 20,48         |
| 400 метрів протокол • відео                             | Літе Піллей ПАР                                                                                            | 45,28 PB    | Стівен Мак-Елрой США                                                                                      | 45,65       | Юсуф Алі Аббас Бахрейн                                                                                    | 45,80 PB      |
| 800 метрів протокол                                     | Ерміас Гірма Ефіопія                                                                                       | 1.47,36     | Ейтем Шенітеф Алжир                                                                                       | 1.47,61 PB  | Ітан Гассі Велика Британія                                                                                | 1.47,65       |
| 1500 метрів протокол • відео                            | Рейнольд Черуйот Кенія                                                                                     | 3.35,83     | Ерміас Гірма Ефіопія                                                                                      | 3.37,24     | Данієль Кімайо Кенія                                                                                      | 3.37,43       |
| 3000 метрів протокол                                    | Мелкенех Азізе Ефіопія                                                                                     | 7.44,06     | Фелікс Корір Кенія                                                                                        | 7.47,86 PB  | Едвін Кісалсак Кенія                                                                                      | 7.49,82 PB    |
| 5000 метрів протокол • відео                            | Аддісу Їхуне Ефіопія                                                                                       | 14.03,05    | Мерхаві Мебрахту Ефіопія                                                                                  | 14.03,33    | Габтом Самуель Еритрея                                                                                    | 14.03,67      |
| 110 метрів з бар'єрами протокол • відео                 | Антуан Ендрюс Багамські Острови                                                                            | 13,23 WU20L | Малік Міксон США                                                                                          | 13,27 PB    | Меттью Софія Нідерланди                                                                                   | 13,34 NU20R   |
| 400 метрів з бар'єрами протокол • відео                 | Ісмаїл Незір Туреччина                                                                                     | 48,84 NU20R | Матіц Ян Гучек Словенія                                                                                   | 48,91 NU20R | Рошон Кларк Ямайка                                                                                        | 49,62         |
| 3000 метрів з перешкодами протокол • відео              | Самуель Дугуна Ефіопія                                                                                     | 8.37,92     | Самуель Фіреву Ефіопія                                                                                    | 8.39,11     | Салаеддін бен Язід Марокко                                                                                | 8.40,62       |
| 4×100 метрів протокол (забіги) протокол (фінал)         | ЯпоніяІкесіта Кова Фудзівара Гірото Татено Сункі Янагіта Гірокі                                            | 39,35       | ЯмайкаБуваджі Нкрумі Браян Левелл Марк-Ентоні Дейлі Адріан Керр Девід Лінч (забіг)                        | 39,35       | СШАЛоренц Колберт Майкл Гіззі Брендон Міллер Джонні Брекінс Девід Фостер (забіг) Чарлі Бартолом'ю (забіг) | 39,57 SB      |
| 4×400 метрів протокол (забіги) протокол (фінал) • відео | СШАСтівен Мак-Елрой Ештон Шварцман Чарлі Бартолом'ю Вілл Самнер Коді Блеквуд (забіг) Грант Вільямс (забіг) | 3.04,47 SB  | ЯмайкаШемар Палмер Шеймар Утер Джасона Денніс Делано Кеннеді Малакай Джонсон (забіг) Деррік Грант (забіг) | 3.07,32 SB  | КанадаКрістофер Моралес-Вільямс Бен Тілсон Деніел Кідд Тайлер Флойд Райлі Флемінгтон (забіг)              | 3.06,50 NU20R |
| Ходьба 10000 метрів протокол • відео                    | Мазлум Демір Туреччина                                                                                     | 42.36,02    | Ісмаїл Бенаммуда Алжир                                                                                    | 42.42,49    | Гайреттін Їлдіз Туреччина                                                                                 | 43.07,95      |
|                                                         | |             | |             | |               |
| Стрибки у висоту протокол                               | Брендон Поттінджер Ямайка                                                                                  | 2,14        | Бріан Ратс ПАР                                                                                            | 2,10        | не вручалась                                                                                              |               |
| Стрибки у висоту протокол                               | Брендон Поттінджер Ямайка                                                                                  | 2,14        | Божідар Сарибоюков Болгарія                                                                               | 2,10        | не вручалась                                                                                              |               |
| Стрибки з жердиною протокол • відео                     | Антоні Амміраті Франція                                                                                    | 5,75 WU20L  | Юхо Аласаарі Фінляндія                                                                                    | 5,60 NU20R  | Міхал Гавенда Польща                                                                                      | 5,45 PB       |
| Стрибки у довжину протокол • відео                      | Ерван Конате Франція                                                                                       | 8,08 WU20L  | Алехандро Парада Куба                                                                                     | 7,91        | Габрієль Луїс Боса Бразилія                                                                               | 7,90 SB       |
| Потрійний стрибок протокол • відео                      | Джейдон Гібберт Ямайка                                                                                     | 17,27 CR    | Селва Тірумаран Індія                                                                                     | 16,15 PB    | Віктор Морозов Естонія                                                                                    | 16,13 PB      |
| Штовхання ядра протокол • відео                         | Тарік О'Гейган США                                                                                         | 20,73 PB    | Кобі Лоуренс Ямайка                                                                                       | 20,58 PB    | Тіціан Ноа Лаурія Німеччина                                                                               | 20,55         |
| Метання диска протокол                                  | Маріус Каргес Німеччина                                                                                    | 65,55       | Міка Сосна Німеччина                                                                                      | 63,88       | Михайло Брудін Україна                                                                                    | 63,30 PB      |
| Метання молота протокол                                 | Йоанніс Коракідіс Греція                                                                                   | 79,11 WU20L | Макс Лампінен Фінляндія                                                                                   | 76,33 PB    | Йосіф Кесідіс Кіпр                                                                                        | 76,32 PB      |
| Метання списа протокол • відео                          | Артур Фельфнер Україна                                                                                     | 79,36       | Макс Деннінг Німеччина                                                                                    | 77,24       | Кішон Стракан Багамські Острови                                                                           | 72,95         |
|                                                         | |             | |             | |               |
| Десятиборство протокол • відео                          | Габріел Еммануел Нідерланди                                                                                | 7860 WU20L  | Якоб Теландер Швеція                                                                                      | 7770        | Елліот Дуверт Швеція                                                                                      | 7622 PB       |

### Юніорки
| Дисципліни                                              | Золото | Золото      | Срібло                                                                                           | Срібло        | Бронза                                                                                          | Бронза      |
| ------------------------------------------------------- | --- | ----------- | ------------------------------------------------------------------------------------------------ | ------------- | ----------------------------------------------------------------------------------------------- | ----------- |
| 100 метрів протокол • відео                             | Тіна Клейтон Ямайка                                                                                                   | 10,95 CR    | Серена Коул Ямайка                                                                               | 11,14         | Шонті Джексон США                                                                               | 11,15 NU20R |
| 100 метрів протокол • відео                             | Тіна Клейтон Ямайка                                                                                                   | 10,95 CR    | Серена Коул Ямайка                                                                               | 11,14         | Нкетія Седо Нідерланди                                                                          | 11,15 PB    |
| 200 метрів протокол • відео                             | Бріанна Лістон Ямайка                                                                                                 | 22,65       | Джейла Джемісон США                                                                              | 22,77 PB      | Алана Рейд Ямайка                                                                               | 22,95 PB    |
| 400 метрів протокол • відео                             | Ємі Мері Джон Велика Британія                                                                                         | 51,50 PB    | Дамаріс Мутінга Кенія                                                                            | 51,71 NU20R   | Рупал Чодхарі Індія                                                                             | 51,85 PB    |
| 800 метрів протокол • відео                             | Ройзен Вілліс США | 1.59,13 CR  | Одрі Верро Швейцарія                                                                             | 1.59,53 NU20R | Джульєтт Віттакер США                                                                           | 2.00,18     |
| 1500 метрів протокол • відео                            | Бірке Гайлом Ефіопія                                                                                                  | 4.04,27 CR  | Бренда Чебет Кенія                                                                               | 4.04,64 PB    | П'юріті Чепкіруй Кенія                                                                          | 4.07,64 PB  |
| 3000 метрів протокол • відео                            | Бетті Челангат Кенія                                                                                                  | 9.01,03     | Ційон Абебе Ефіопія                                                                              | 9.03,85       | Ненсі Чероп Кенія                                                                               | 9.05,98     |
| 5000 метрів протокол • відео                            | Медіна Ейса Ефіопія                                                                                                   | 15.29,71    | Мелкнат Вуду Ефіопія                                                                             | 15.30,06      | Пріска Чесанг Уганда                                                                            | 15.31,17    |
| 100 метрів з бар'єрами протокол • відео                 | Керріка Гілл Ямайка                                                                                                   | 12,77 CR    | Алексіс Джеймс Ямайка                                                                            | 12,87 PB      | Анна Тот Угорщина                                                                               | 13,00 NU20R |
| 400 метрів з бар'єрами протокол • відео                 | Акала Гарретт США | 56,16 WU20L | Ханна Карлссон Швеція                                                                            | 56,71 PB      | Мікейла Роуз США                                                                                | 56,86 PB    |
| 3000 метрів з перешкодами протокол                      | Фейт Черотіч Кенія | 9.16,14     | Сембо Альмаєв Ефіопія                                                                            | 9.30,41       | Месерет Єшанех Ефіопія                                                                          | 9.42,02     |
| 4×100 метрів протокол (забіги) протокол (фінал) • відео | ЯмайкаСерена Коул Тіна Клейтон Керріка Гілл Тіа Клейтон Алексіс Джеймс (забіг)                                        | 42,59 WU20R | СШАДжейла Джемісон Отам Вілсон Аяна Грей Шонті Джексон Лілі Джонс (забіг) Алісса Колберт (забіг) | 43,28 NU20R   | КолумбіяМарія Алехандра Мурільйо Марлет Оспіно Мелані Боланьйо Кассьяні Лаура Мартінес Ібаргуен | 44,59       |
| 4×400 метрів протокол (забіги) протокол (фінал) • відео | СШАМекенз Келлі Шонті Джексон Акала Гарретт Ройзен Вілліс Медісон Вайт (забіг) Зая Акінс (забіг) Кеннеді Вейд (забіг) | 3.28,06 SB  | ЯмайкаДеджейнія Оуклі Ебігейл Кемпбелл Онейка Мак-Аннуфф Аллія Бейкер Рікіанна Расселл (забіг)   | 3.31,59 SB    | Велика БританіяЄмі Мері Джон Джессіка Астілл Офелія Пай Етті Сіссон Поппі Малік (забіг)         | 3.31,86 SB  |
| Ходьба 10000 метрів протокол • відео                    | Карла Хімена Серрано Мексика                                                                                          | 46.24,35 PB | Ояма Ай Японія                                                                                   | 46.24,44      | Янай Аяне Японія                                                                                | 46.43,07    |
|                                                         | |             |                                                                                                  |               |                                                                                                 |             |
| Стрибки у висоту протокол • відео                       | Кармен Бруус Естонія                                                                                                  | 1,95        | Брітт Веєрман Нідерланди                                                                         | 1,93 NU20R    | Ангеліна Топич Сербія                                                                           | 1,93        |
| Стрибки з жердиною протокол • відео                     | Хана Молл США | 4,35        | К'яра Зістерманн Німеччина                                                                       | 4,30 PB       | Янне Софі Орт Німеччина                                                                         | 4,30 PB     |
| Стрибки у довжину протокол • відео                      | Пламена Міткова Болгарія                                                                                              | 6,66 PB     | Наталія Ліньярес Колумбія                                                                        | 6,59          | Марта Амані Італія                                                                              | 6,52 PB     |
| Потрійний стрибок протокол • відео                      | Шаріфа Давронова Узбекистан                                                                                           | 14,04 WU20L | Соан Окагос Франція                                                                              | 13,38         | Тіана Борас Австралія                                                                           | 13,30 PB    |
| Штовхання ядра протокол • відео                         | Міне де Клерк ПАР | 17,17       | Пінар Акйоль Туреччина                                                                           | 16,84         | Зузана Масляна Польща                                                                           | 16,16 PB    |
| Метання диска протокол • відео                          | Емма Сралла Швеція | 56,15       | Деспойна Філіппіду Греція                                                                        | 54,48 SB      | Міне де Клерк ПАР                                                                               | 53,54 NU20R |
| Метання молота протокол • відео                         | Ракеле Морі Італія | 67,21       | Паола Буено Кальвільйо Мексика                                                                   | 62,74         | Муракамі Райка Японія                                                                           | 61,45 SB    |
| Метання списа протокол • відео                          | Адріана Вілагош Сербія                                                                                                | 63,52 CR    | Валентина Барріос Колумбія                                                                       | 57,84 NU20R   | Мануела Ротундо Уругвай                                                                         | 55,11       |
|                                                         | |             |                                                                                                  |               |                                                                                                 |             |
| Семиборство протокол • відео                            | Сага Ваннінен Фінляндія                                                                                               | 6084        | Зеріна Рідель Німеччина                                                                          | 5874          | Зандріна Шпренгель Німеччина                                                                    | 5845        |

### Змішана дисципліна
| Дисципліни                    | Золото                                                                         | Золото     | Срібло                                                           | Срібло        | Бронза                                                             | Бронза  |
| ----------------------------- | ------------------------------------------------------------------------------ | ---------- | ---------------------------------------------------------------- | ------------- | ------------------------------------------------------------------ | ------- |
| 4×400 метрів протокол • відео | СШАЧарлі Бартолом'ю Медісон Вайт Вілл Самнер Кеннеді Вейд Кайлін Браун (забіг) | 3.17,69 CR | ІндіяБарат Срідхар Прія Габбатанахаллі Мохан Капіл Рупал Чодхарі | 3.17,76 AU20R | ЯмайкаДжейсона Денніс Ебігейл Кемпбелл Малачі Джонсон Аллія Бейкер | 3.19,98 |

## Медальний залік
| Місце               | Країна              | Золото | Срібло | Бронза | Загалом |
| ------------------- | ------------------- | ------ | ------ | ------ | ------- |
| 1                   | США                 | 7      | 4      | 4      | 15      |
| 2                   | Ямайка              | 6      | 7      | 3      | 16      |
| 3                   | Ефіопія             | 6      | 5      | 1      | 12      |
| 4                   | Кенія               | 3      | 3      | 4      | 10      |
| 5                   | ПАР                 | 2      | 1      | 2      | 5       |
| 6                   | Туреччина           | 2      | 1      | 1      | 4       |
| 7                   | Франція             | 2      | 1      | 0      | 3       |
| 8                   | Німеччина           | 1      | 4      | 3      | 8       |
| 9                   | Швеція              | 1      | 2      | 1      | 4       |
| 10                  | Фінляндія           | 1      | 2      | 0      | 3       |
| 11                  | Нідерланди          | 1      | 1      | 2      | 4       |
| 11                  | Японія              | 1      | 1      | 2      | 4       |
| 13                  | Болгарія            | 1      | 1      | 0      | 2       |
| 13                  | Ботсвана            | 1      | 1      | 0      | 2       |
| 13                  | Греція              | 1      | 1      | 0      | 2       |
| 13                  | Мексика             | 1      | 1      | 0      | 2       |
| 17                  | Велика Британія     | 1      | 0      | 2      | 3       |
| 18                  | Італія              | 1      | 0      | 1      | 2       |
| 18                  | Багамські Острови   | 1      | 0      | 1      | 2       |
| 18                  | Естонія             | 1      | 0      | 1      | 2       |
| 18                  | Сербія              | 1      | 0      | 1      | 2       |
| 18                  | Україна             | 1      | 0      | 1      | 2       |
| 23                  | Ізраїль             | 1      | 0      | 0      | 1       |
| 23                  | Узбекистан          | 1      | 0      | 0      | 1       |
| 25                  | Індія               | 0      | 2      | 1      | 3       |
| 25                  | Колумбія            | 0      | 2      | 1      | 3       |
| 27                  | Алжир               | 0      | 2      | 0      | 2       |
| 28                  | Еритрея             | 0      | 1      | 1      | 2       |
| 29                  | Куба                | 0      | 1      | 0      | 1       |
| 29                  | Словенія            | 0      | 1      | 0      | 1       |
| 29                  | Швейцарія           | 0      | 1      | 0      | 1       |
| 32                  | Австралія           | 0      | 0      | 2      | 2       |
| 32                  | Польща              | 0      | 0      | 2      | 2       |
| 34                  | Бахрейн             | 0      | 0      | 1      | 1       |
| 34                  | Бразилія            | 0      | 0      | 1      | 1       |
| 34                  | Канада              | 0      | 0      | 1      | 1       |
| 34                  | Кіпр                | 0      | 0      | 1      | 1       |
| 34                  | Марокко             | 0      | 0      | 1      | 1       |
| 34                  | Уганда              | 0      | 0      | 1      | 1       |
| 34                  | Угорщина            | 0      | 0      | 1      | 1       |
| 34                  | Уругвай             | 0      | 0      | 1      | 1       |
| Загалом (41 збірна) | Загалом (41 збірна) | 45     | 46     | 45     | 136     |

## Відеопідсумки
- День 1 на YouTube
- День 2 на YouTube
- День 3 на YouTube
- День 4 на YouTube
- День 5 на YouTube
- День 6 на YouTube

## Українці на чемпіонаті
Первісно до складу збірної України увійшли 15 спортсменів. Згодом зі складу команди «випав» стрибун у висоту Богдан Зміївський через отриману травму, яка унеможливила його поїздку до Колумбії.
| Юніори (3) | Юніори (3)     | Юніори (3)     | Юніори (3) |
| Місце      | Атлет          | Дисципліна     | Результат  |
| ---------- | -------------- | -------------- | ---------- |
| 1          | Артур Фельфнер | спис           | 79,36      |
| 3          | Михайло Брудін | диск           | 63,30 PB   |
|            | Микола Рущак   | ходьба 10000 м | 46.42,36   |

| Юніорки (11) | Юніорки (11)          | Юніорки (11)   | Юніорки (11)         |
| Місце        | Атлетка               | Дисципліна     | Результат            |
| ------------ | --------------------- | -------------- | -------------------- |
|              | Валерія Шоломіцька    | ходьба 10000 м | 47.40,67             |
|              | Марія Алєйнікова      | висота         | 1,75 (1,80)[a]       |
| пф           | Ярослава Ялисоветська | 400 м з/б      | 1.00,71 (1.00,29)[a] |
| заб          | Уляна Рачинська       | 1500 м         | 4.26,67              |
| заб          | Тетяна Чорновол       | 1500 м         | 4.30,23              |
| кв           | Вероніка Крамаренко   | висота         | 1,76                 |
| кв           | Марія Ларіна          | ядро           | 13,57                |
| кв           | Юлія Токарєва         | молот          | 54,81                |
| кв           | Валентина Косів       | молот          | 54,23                |
| заб          | Тетяна Когут          | 3000 м з/п     | DNF                  |
| ф            | Анісія Лочман         | семиборство    | DNF                  |

a  У дужках вказаний більш високий результат, що був показаний на попередній стадії змагань (у забігу чи кваліфікації).